# Campionati mondiali di sollevamento pesi 1906
I Campionati mondiali di sollevamento pesi 1906, 9ª edizione della manifestazione, si svolsero a Lilla il 18 marzo 1906.

## Titoli in palio
Ai pesi leggeri, medi e massimi si aggiunge una quarta categoria di peso, i pesi piuma, e vennero aggiustati alcuni limiti di peso.
| Categoria    | Eventi      |
| ------------ | ----------- |
| Pesi piuma   | 60 kg       |
| Pesi leggeri | 70 kg       |
| Pesi medi    | 80 kg       |
| Pesi massimi | Oltre 80 kg |

## Risultati
Ai campionati parteciparono trentatré atleti rappresentanti di quattro nazioni. Francia, Svizzera e Germania si aggiudicarono i posti sul podio.
| Evento      | Oro                   | Argento       | Bronzo          |
| ----------- | --------------------- | ------------- | --------------- |
| 60 kg       | Daniel de Lapalud     | Joseph Staen  | Charles Cellier |
| 70 kg       | Georges Lorthiois     | Pierre Slosse | Arthur Fessler  |
| 80 kg       | Albert Deroubaix      | Louis Vasseur | Gustave Lacroix |
| Oltre 80 kg | Heinrich Schneidereit | Émile Besson  | Gustave Falleur |

## Medagliere
| Posiz. | Nazione  | Oro | Argento | Bronzo | Totale |
| ------ | -------- | --- | ------- | ------ | ------ |
| 1      | Francia  | 2   | 3       | 3      | 8      |
| 2      | Svizzera | 1   | 1       | 1      | 3      |
| 3      | Germania | 1   | 0       | 0      | 1      |
| Totale | Totale   | 4   | 4       | 4      | 12     |